# Integrationshotel
Ein Integrationshotel ist ein Hotel, das als  Inklusionsbetrieb nach § 215 SGB IX einen hohen Anteil von Menschen mit Behinderung beschäftigt und damit einen Beitrag zu deren gesellschaftlicher Teilhabe leistet. Meist verfügen Integrationshotels auch über behindertengerecht ausgestattete Gästezimmer.

## Konzept
Integrationshotels sind als Inklusionsbetriebe juristisch selbständige wirtschaftlich arbeitende Unternehmen. Sie beschäftigen mit einem integrativen Ansatz neben anderen Mitarbeitern auf regulären Arbeitsplätzen Menschen mit Behinderungen und ermöglichen diesen so, einer regulären Erwerbstätigkeit nachzugehen. Die Entlohnung erfolgt entsprechend ortsüblichen oder tarifvertraglichen Regelungen. In Deutschland existieren vor allem im Neunten Buch Sozialgesetzbuch gesetzliche Regelungen, die den Integrationshotels, insbesondere über die Ausgleichsabgabe, Mittel für ihren besonderen Aufwand zur Verfügung stellen.

## Geschichte

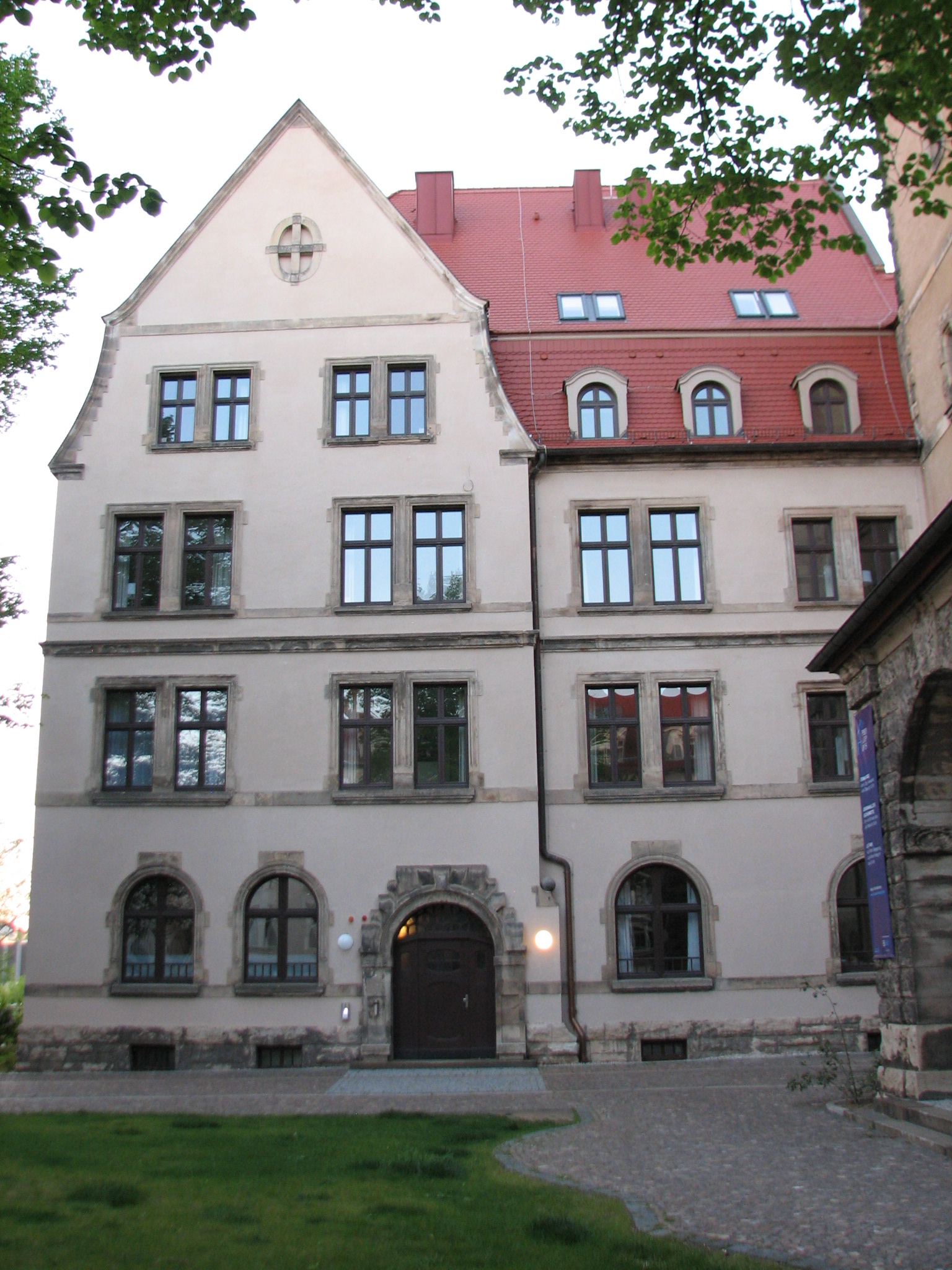
Das Philippus-Inklusionshotel Leipzig wurde im Mai 2018 als Integrationshotel eröffnet.

1993 wurde in Hamburg mit dem Stadthaushotel das erste Integrationshotel Deutschlands eröffnet. Es war damals, getragen durch Eltern von acht behinderten Kindern, das erste derartige Projekt in Europa.
Von Deutschland aus, wo 2011 mehr als 30 solcher Betriebe existierten, gelangte diese Idee in den 1990er-Jahren auch in die Schweiz. Das Hotel Dom in St. Gallen und Das breite Hotel in Basel sind dort die bekanntesten Vertreter. 
Im Jahr 2007 wurde in Deutschland der Verbund der Embrace Hotels gegründet, dem der größte Teil der deutschen Integrationshotels angehört. Er dient vor allem der Verbesserung des Marketings.
In der Schweiz existiert die Fachstelle Integrationshotel. Sie unterstützt und begleitet fachgerecht neue oder bestehende Projekte. Außerdem hilft sie mit, dass Integrationshotels vermehrt zum Standard in der schweizerischen Hotellandschaft werden. Sie sieht das Potenzial solcher Einrichtungen bei Weitem noch nicht ausgeschöpft. Die Schweiz, ein klassisches Reiseland mit einer großen Tradition in Beherbergung, ist ihrer Meinung nach in der Lage, noch wesentlich mehr solcher Hotels zu erstellen und zu betreiben und die Fachstelle Integrationshotel will hierzu einen Beitrag leisten.

## Definition
Die Bezeichnung Integrationshotel ist kein eindeutig definierter Begriff. Aufgrund der verschiedenen bereits realisierten Projekte lässt sich ein solches Hotel am besten wie folgt umschreiben: 

„Ein Integrationshotel ist eine Beherbergungsstätte, die vielseitige Beschäftigungs- und – je nachdem – Ausbildungsmöglichkeiten für Menschen mit einer Behinderung anbietet. Die den individuellen Fähigkeiten und Entwicklungsmöglichkeiten angepassten Arbeitsplätze umfassen Einsatzbereiche wie Restauration, Küche, Hauswirtschaft, Wäscherei bis hin zur Hilfe in der Administration und der Hauswartung. Der Anteil behinderter Personen an der gesamten Belegschaft beträgt mindestens 25 %. Um auch Gäste mit einer Behinderung willkommen heißen zu können, sollten Integrationshotels auch über hindernisfreie Zimmer verfügen.“